# Dipcadi biflorum
Dipcadi biflorum är en sparrisväxtart som beskrevs av Ghaz. Dipcadi biflorum ingår i släktet Dipcadi och familjen sparrisväxter. Inga underarter finns listade i Catalogue of Life.